# 15425 Вельцл
15425 Вельцл (15425 Welzl) — астероїд головного поясу, відкритий 24 вересня 1998 року.
Тіссеранів параметр щодо Юпітера — 3,352.